# Студено-Буче
Студено-Буче (болг. Студено буче) — село в Болгарии. Находится в Монтанской области, входит в общину Монтана. Население составляет 594 человека.

## Политическая ситуация
В местном кметстве Студено-Буче, в состав которого входит Студено-Буче, должность кмета (старосты) исполняет Петыр Александров Петров (коалиция в составе 6 партий: Новое время (НВ), Демократы за сильную Болгарию (ДСБ), ВМРО — Болгарское национальное движение, Болгарский земледельческий народный союз (БЗНС), Демократическая партия (ДП), Союз демократических сил (СДС)) по результатам выборов правления кметства.
Кмет (мэр) общины Монтана — Златко Софрониев Живков (независимый) по результатам выборов в правление общины.